# Краснодарский государственный историко-археологический музей-заповедник имени Е. Д. Фелицына
Краснодарский государственный историко-археологический музей-заповедник имени Е. Д. Фелицына — музей в Краснодаре, основанный в 1879 году.

## История

### Дореволюционный период
В 1879 году секретарь Кубанского областного Статистического комитета Е. Д. Фелицын основал Войсковой этнографический и естественно-исторический музей. Официальный статус музей получил 12 июля 1908 года. К 1917 году музейный фонд Войскового этнографического и естественно-исторического музея составил более 11 000 предметов.

### Советский период

#### Становление научного музея
В начале 1919 года возникла идея создания Центрального областного музея. Основу нового Кубано-Черноморского Областного музея составил бывший Войсковой музей с коллекцией более 13 000 предметов. С 1924 года Краснодарский музей получил статус Научного.
С середины 1930-х годов музей называется Краснодарским краеведческим музеем. Фонд музея составил 40 000 предметов. Коллекции пополнялись за счет археологических и палеонтологических экспедиций. В предвоенный период также особенно активно велась политико-просветительная работа: проводились исторические исследования с целью пропаганды экономических задач страны и показа достижений советской власти.

#### Великая Отечественная война
Во время Великой Отечественной войны история музея насчитывает множество трагических и в то же время героических событий.
В течение шести месяцев оккупации (9 августа 1942 года — 12 февраля 1943 года) собрание было конфисковано «именем штаба Розенберга», который занимался вывозом наиболее ценных экспонатов и библиотек в Германию из оккупированных территорий. Была утрачена большая часть археологической коллекции, которую не успели эвакуировать или спрятать в тайниках: изделия из драгоценных металлов (в основном из золота) и камней из скифских курганов, этнографические и историко-бытовые предметы, более 3 тысяч книг.
5 марта 1943 года музея вновь был открыт для посетителей, несмотря на колоссальные трудности в восстановлении экспозиции: помимо вывоза экспонатов, фашистские оккупанты испортили музейное оборудование (витрины, стулья, столы, оконные рамы и т. д.). Тематика экспозиции была предопределена временем: сотрудники начали активную работу по сбору и показу артефактов военного быта (вещей, документов, оружия красноармейцев и трофеев). Краснодарский музей также оказал помощь экспонатами разоренным гитлеровцами Ейскому и Темрюкскому краеведческим музеям.
В годы войны велись и естественно-научные изыскания: в 1943 году было закончено прерванное оккупацией исследование природных источников предгорий Горячего Ключа, содержащих йод: установлена возможность добычи йода параллельно с солеварением на Солоноярских источниках, в так называемых Черкесских колодцах.

Начальник краевого отдела культпросветработы И. С. Яковенко так подвёл итоги работы музея за 1945 год:
«Работая в трудных условиях, коллектив полностью восстановил экспозицию по отделам истории и природы; провел 6 экспедиций; собрал 969 экспонатов (представил на государственный учет 582 экспоната); организовал 10 выставок; провел 79 консультаций, 150 лекций».

#### Послевоенное время
С июля 1961 года музей располагается в бывшем особняке Богарсукова на улице Гимназической 67. Во второй половине 1970-х годов возрождается интерес к этнографии.
В 1977 году на базе Краснодарского краевого, Анапского и Темрюкского краеведческих музеев, а также ряде других музеев края создается объединенный Краснодарский государственный историко-археологический музей-заповедник с региональными филиалами. Открываются новые выставки, пополняются коллекции, ведется большая научно-просветительная работа.

### Современный период
С 1991 года музей-заповедник носит имя своего основателя Евгения Дмитриевича Фелицына. Указом президента РФ отнесен к объектам федерального значения. Всего в фондах Краснодарского государственного историко-археологического музея-заповедника хранится 428,4 тыс. экспонатов.

## Филиалы музея

### Анапский
Анапский археологический музей. Имеет два отдела: археологии (заповедник «Горгиппия») и краеведения.

### Таманский
В Таманский музейный комплекс входят Таманский археологический музей, Археологический комплекс "Гермонасса-Тмутаракань", Дом-музей М. Ю. Лермонтова.

### Темрюкский
Темрюкский историко-археологический музей.

### Тимашевский
Тимашевский музей семьи Степановых.

## Отделы музея
Литературный музей Кубани